# پاترکوز-کولونگا
پاترکوز-کولونگا (به لهستانی:  Patrykozy-Kolonia) یک روستا در لهستان است که در گمینا بیلانه واقع شده‌است.